# Fireworks (Singles 1997-2002)
Fireworks (Singles 1997-2002) è la prima raccolta del gruppo musicale britannico Embrace, pubblicata il 25 marzo 2002 dalla Hut Recordings e dalla Virgin Records.

## Descrizione
Come intuibile dal titolo, la raccolta contiene dodici singoli pubblicati dal gruppo tra il 1997 e il 2002 con l'aggiunta del brano 3 Is a Magic Number, pubblicato precedentemente come b-side del singolo I Wouldn't Wanna Happen to You (2000).

## Tracce
Testi e musiche di Danny McManara e Richard McNamara, eccetto dove indicato.
1. All You Good Good People – 6:07
2. You're Not Alone – 4:30
3. Come Back to What You Know – 4:10
4. Make It Last – 4:23 (Bob Dorough)
5. 3 Is a Magic Number – 3:40 – originariamente interpretata da Bob Dorough
6. One Big Family – 4:07
7. My Weakness Is None of Your Business – 3:19
8. I Wouldn't Wanna Happen to You – 3:49
9. Save Me – 4:36
10. Hooligan – 4:12
11. The Good Will Out – 6:55
12. Wonder – 4:26
13. Fireworks – 3:57

## Formazione
- Danny McNamara – voce, chitarra (tracce 2, 8-10), chitarra acustica (tracce 4 e 12), produzione (eccetto tracce 1 e 3)
- Richard McNamara – chitarra, cori (tracce 1, 3, 6-7, 11 e 13), voce (tracce 2, 4, 8-10 e 12), kazoo, percussioni e loop (tracce 2, 8-10), tastiera (tracce 4 e 12), produzione (eccetto tracce 1 e 3)
- Steve Firth – basso, produzione (eccetto tracce 1 e 3)
- Mick Dale – tastiera, arrangiamento strumenti ad arco (tracce 1, 3-4 6-7, 11-13), chitarra (tracce 2, 4, 8-10 e 12), cori e vibrafono (tracce 4 e 12), produzione (eccetto tracce 1 e 3)
- Mike Heaton – batteria, cori (tracce 1, 3-4 6-7, 11-13), percussioni (tracce 2, 4, 8-10, 12), loop e clarinetto (tracce 2, 8-10), produzione (eccetto tracce 1 e 3), melodica e vibrafono (tracce 4 e 12)

Altri musicisti
- Wil Malone – orchestrazione e conduzione strumenti ad arco (tracce 1, 3, 6-7, 11 e 13)
- Will Jackson – arrangiamento aggiuntivo, partitura e conduzione (tracce 4 e 12)
- Liverpool Philharmonic Orchestra – strumenti ad arco (tracce 4 e 12)
- Ben Castle, Simon Finch, Jim Hunt, Mike Kearsey, Duncan Mackay, Andrew Morrell, Finn Peters, Andrew Ross, Mike Smith, Pete Wareham, Darren Wiles – ottoni (tracce 4 e 12)

Produzione
- Youth – produzione (tracce 1 e 3), missaggio (tracce 1, 3, 6-7, 11 e 13)
- Hugo Nicolson – produzione (traccia 2), registrazione (tracce 1 e 3), missaggio (tracce 1, 3, 6-7, 11 e 13)
- Ken Nelson – produzione, missaggio (tracce 4 e 12)
- Dave Creffield – produzione e registrazione (tracce 6, 7, 11 e 13), registrazione aggiuntiva (tracce 1 e 3)
- Tristin Norwell – produzione e registrazione (tracce 8-10)
- Steve Osborne – produzione aggiuntiva (traccia 6)
- Mike Hunter – ingegneria, missaggio (tracce 4 e 12)
- Bunt Stafford-Clark – mastering (tracce 1, 3-4, 6-7, 11-13)
- Simon Sheridan – registrazione (eccetto tracce 8-10)